# Bad Grönenbach
Bad Grönenbach est une commune de Bavière (Allemagne), située dans l'arrondissement d'Unterallgäu, dans le district de Souabe, proche de la ville de Memmingen. Le village a le statut d'une station thermale, basée sur les cures naturelles de Sebastian Kneipp. Son histoire remonte jusqu'à l'époque de l'Empire romain.

## Architecture
Ses attractions touristiques sont
- l'église Saint-Philippe-et-Saint-Jacques (Sankt Philippus und Jakobus),
- les ruines du château fort de Rothenstein
- le château Hohe Schloss.

## Musique
Le village est connu pour ses musiciens de la région, notamment le religieux Notker Wolf ou les groupes de métal Valley's Eve et Mystic Prophecy.

## Personnalités liées à la commune
- Notker Wolf (1940-2024), religieux et musicien allemand.
- Ludwig Eberle (1883-1956), sculpteur, peintre et graphiste, citoyen d'honneur de la commune.

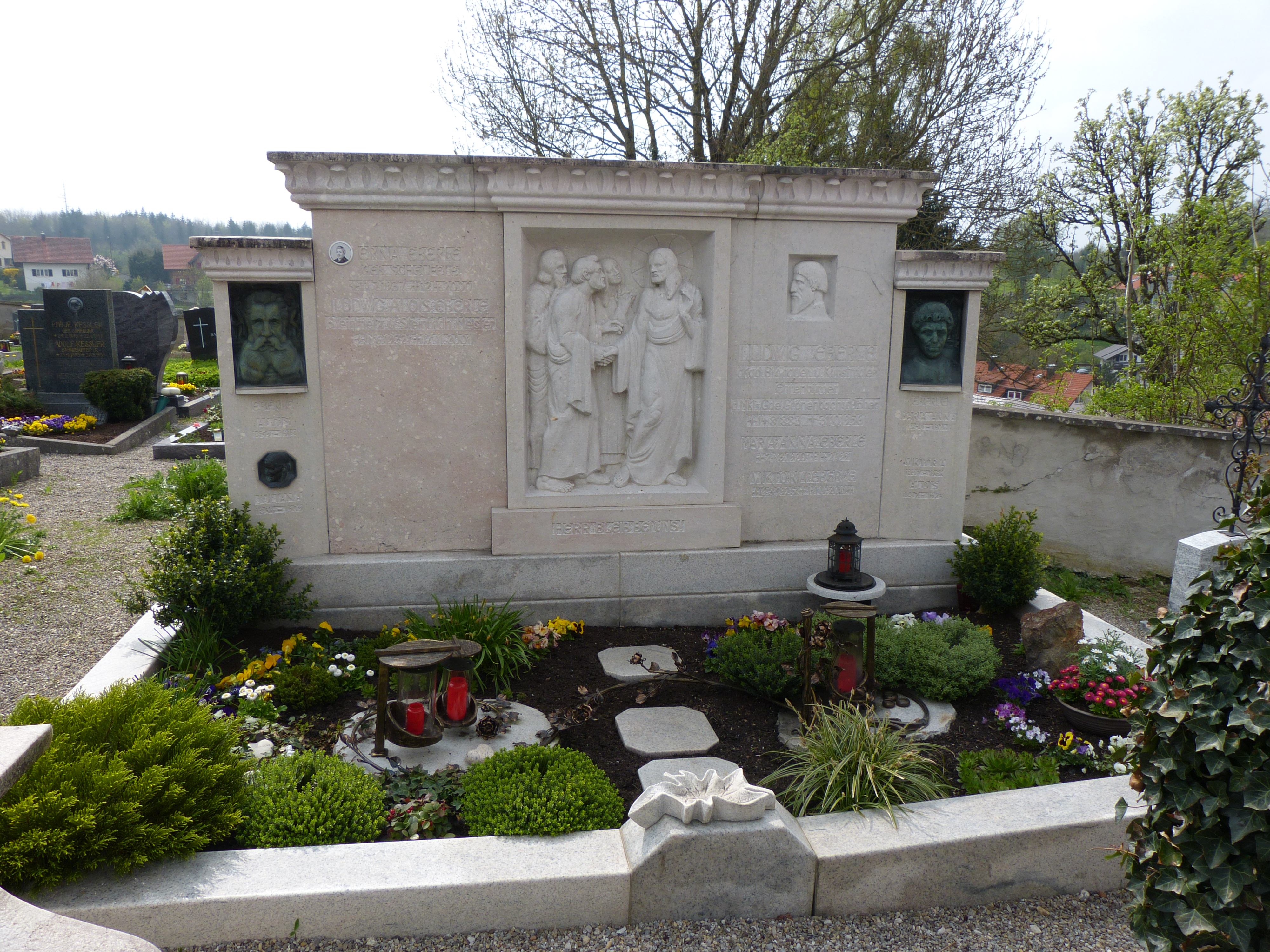
Tombe de Ludwig Eberle dans le cimetière de l'église St. Philipp und Jakob